# Führer-Begleit-Brigade
Führer-Begleit-Brigade – niemiecka jednostka grenadierów pancernych z okresu II wojny światowej. Brygada została sformowana w grudniu 1944 roku w celu wsparcia operacji Die Wacht am Rhein.

## Historia
Sformowana w grudniu 1944 roku i podporządkowana 5 Armii Pancernej Hasso von Manteuffla. Führer-Begleit-Brigade przeszła chrzest bojowy w trakcie ofensywy w Ardenach podczas, której walczyła ze 101. Dywizją Powietrznodesantową. Po nieudanej ofensywie, brygada została przeformowana w dywizję Führer-Begleit-Division. Wraz ze swą siostrzaną jednostką Führer-Grenadier-Division została wysłana do walk na froncie wschodnim aby pomóc w obronie linii Wisły przed zimową ofensywą sowiecką. W marcu 1945 roku przeniesiona na Śląsk, gdzie poniosła ciężkie straty, a następnie została okrążona w kotle pod Spremberg w kwietniu tego samego roku. Nieliczni, którzy wyrwali się z kotła wycofali się na zachód w celu poddania się Amerykanom.

## Uzbrojenie

### Panzer Regiment 102 | I batalion

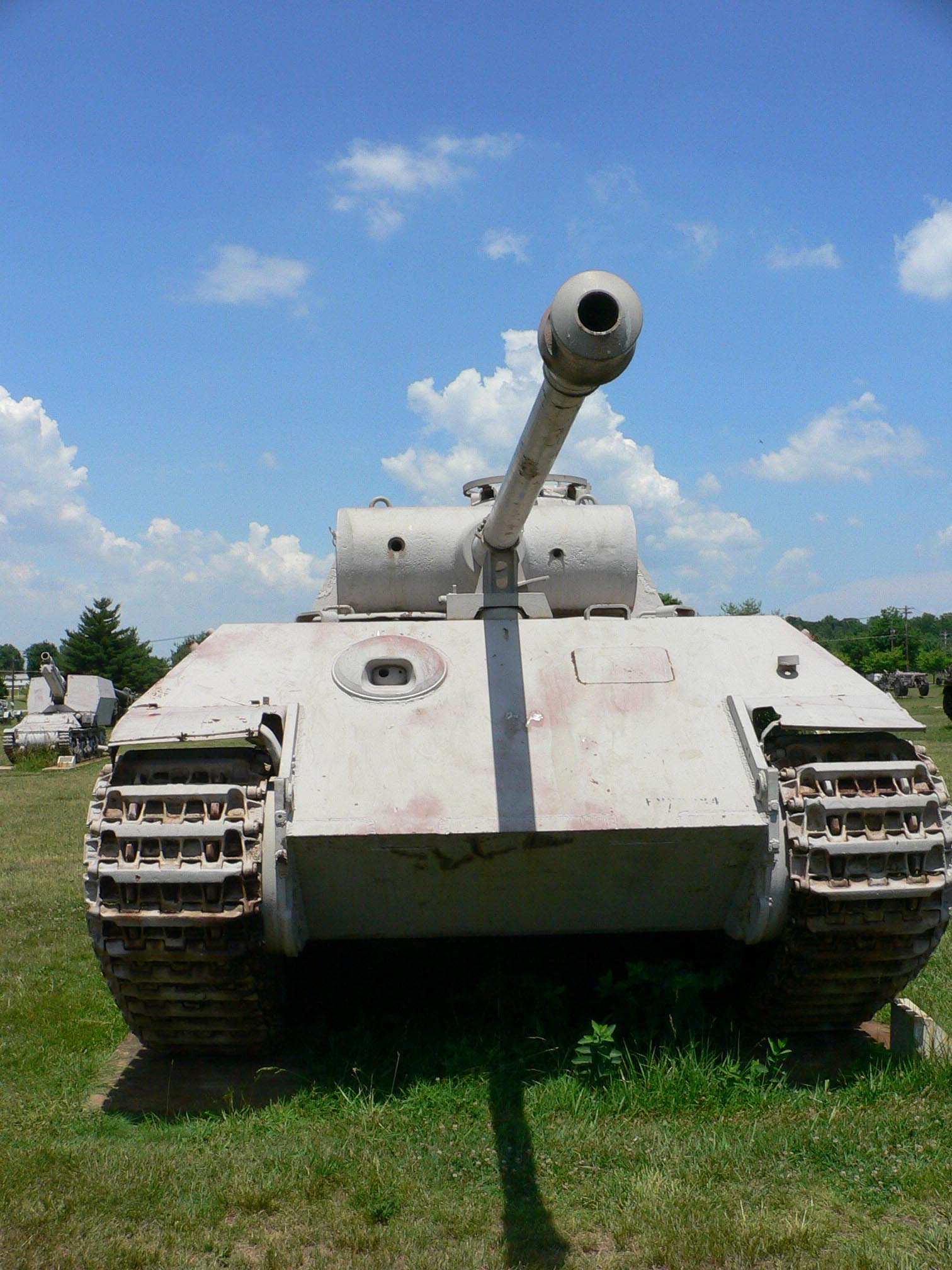
Cały 1 batalion był wyposażony w czołgi Panzerkampfwagen V Panther Ausf A

W lutym 1945 roku 1 batalion z pułku pancernego Grossdeutschland został przeniesiony do Führer-Begleit-Division, gdzie został przemianowany na 1 batalion 102 pułku pancernego.

### Panzer Regiment 102 | II batalion
W styczniu 1945 roku, jeszcze przed 1 batalionem, 2 batalion pułku Grossdeutschland został przekształcony w 2 batalion 102 pułku pancernego Führer-Begleit-Division. Cały batalion składał się z dwóch kompanii Panter i dwóch Panzer IV.